# Phumosia callipyga
Phumosia callipyga este o specie de muște din genul Phumosia, familia Calliphoridae, descrisă de Villeneuve în anul 1914. Conform Catalogue of Life specia Phumosia callipyga nu are subspecii cunoscute.